# Kovačská bažantnice
Kovačská bažantnice je přírodní rezervace poblíž obce Kovač v okrese Jičín. Chráněné území spravuje Krajský úřad Královéhradeckého kraje.

## Předmět ochrany
Důvodem ochrany je zachování ekosystému starého lužního porostu s bohatou hájovou květenou a starými duby vzniklého na dně v minulosti vypuštěných rybníků. Základním cílem je zachování, ochrana a podpora přirozené druhové, věkové, horizontální a vertikální struktury porostu odpovídajícího stanovišti a ponechání převážné části porostu samovolnému vývoji na dožití. Jde o založenou bažantnici na místě zrušených rybníků. Tomu odpovídá i charakter porostu. Hlavní patro tvoří solitérní duby – založené ve velkém sponu. Ostatní dřeviny zpravidla nalétly, keřové patro bylo v době fungování bažantnice podpořeno výsadbou introdukovaného pámelníku.
Hráze bývalých rybníků jsou dosud patrné. U paty hrází se místy vytvářejí mokřiny s mokřadní olšinou.

## Galerie

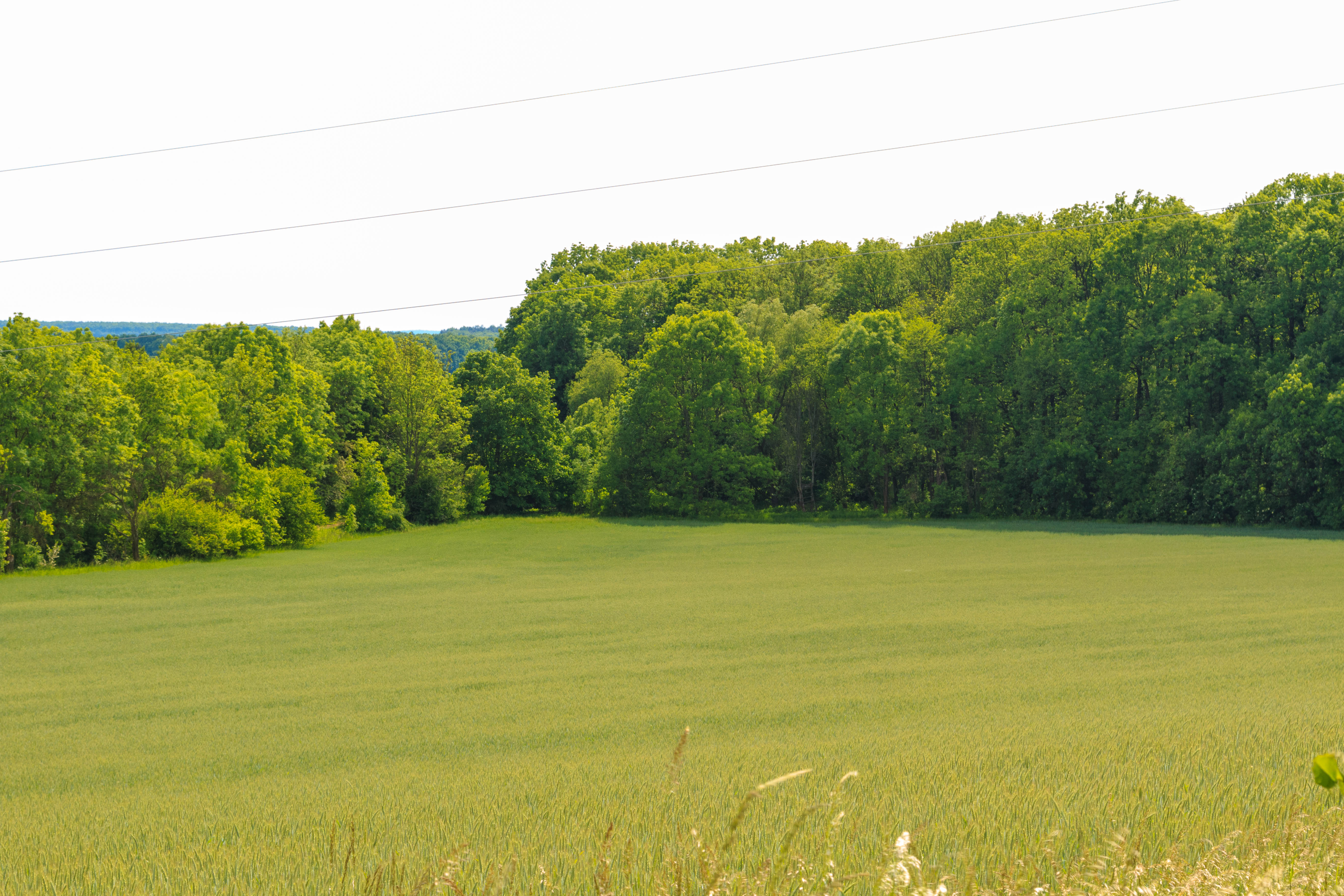
Přírodní rezervace Kovačská bažantnice
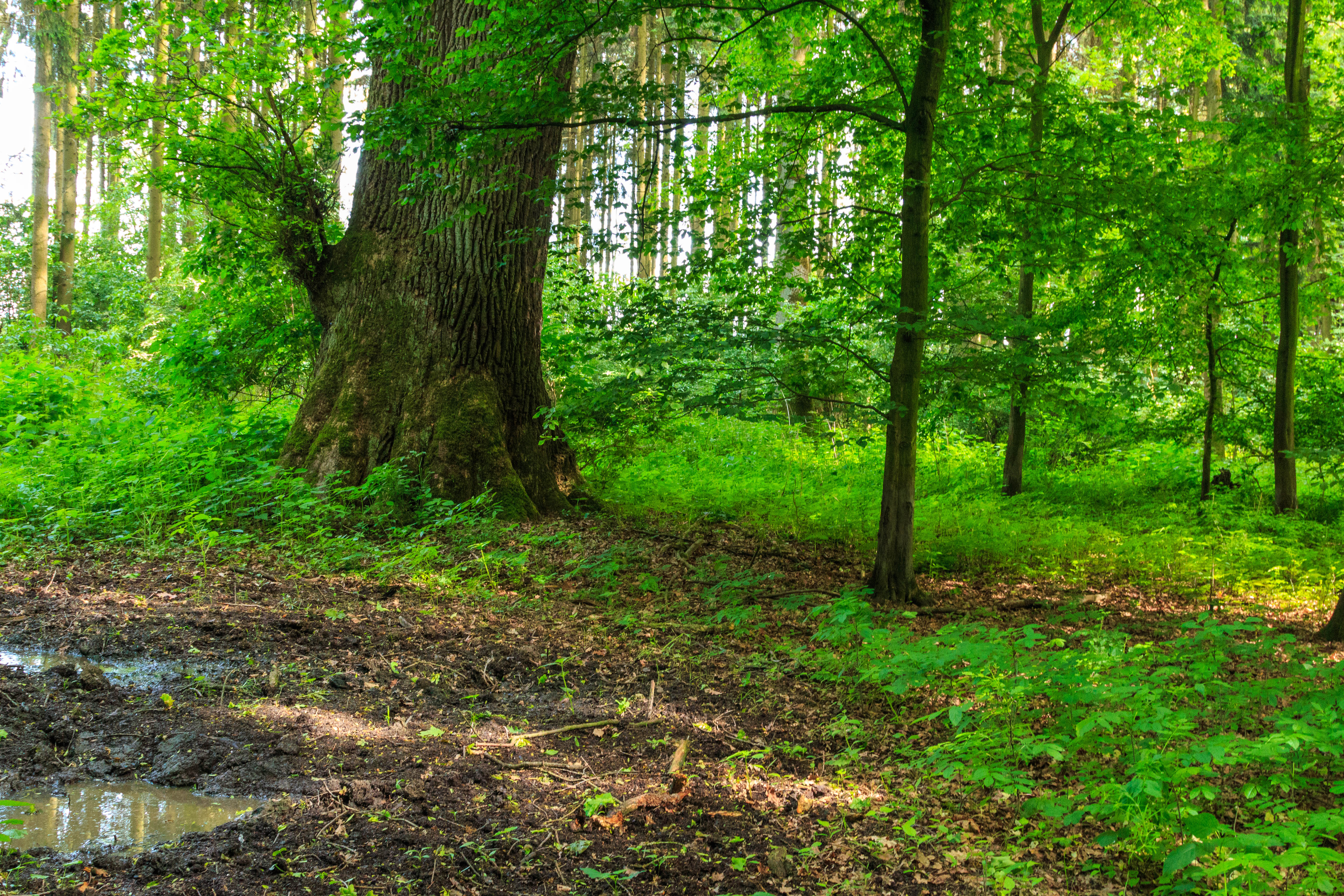
Přírodní rezervace Kovačská bažantnice
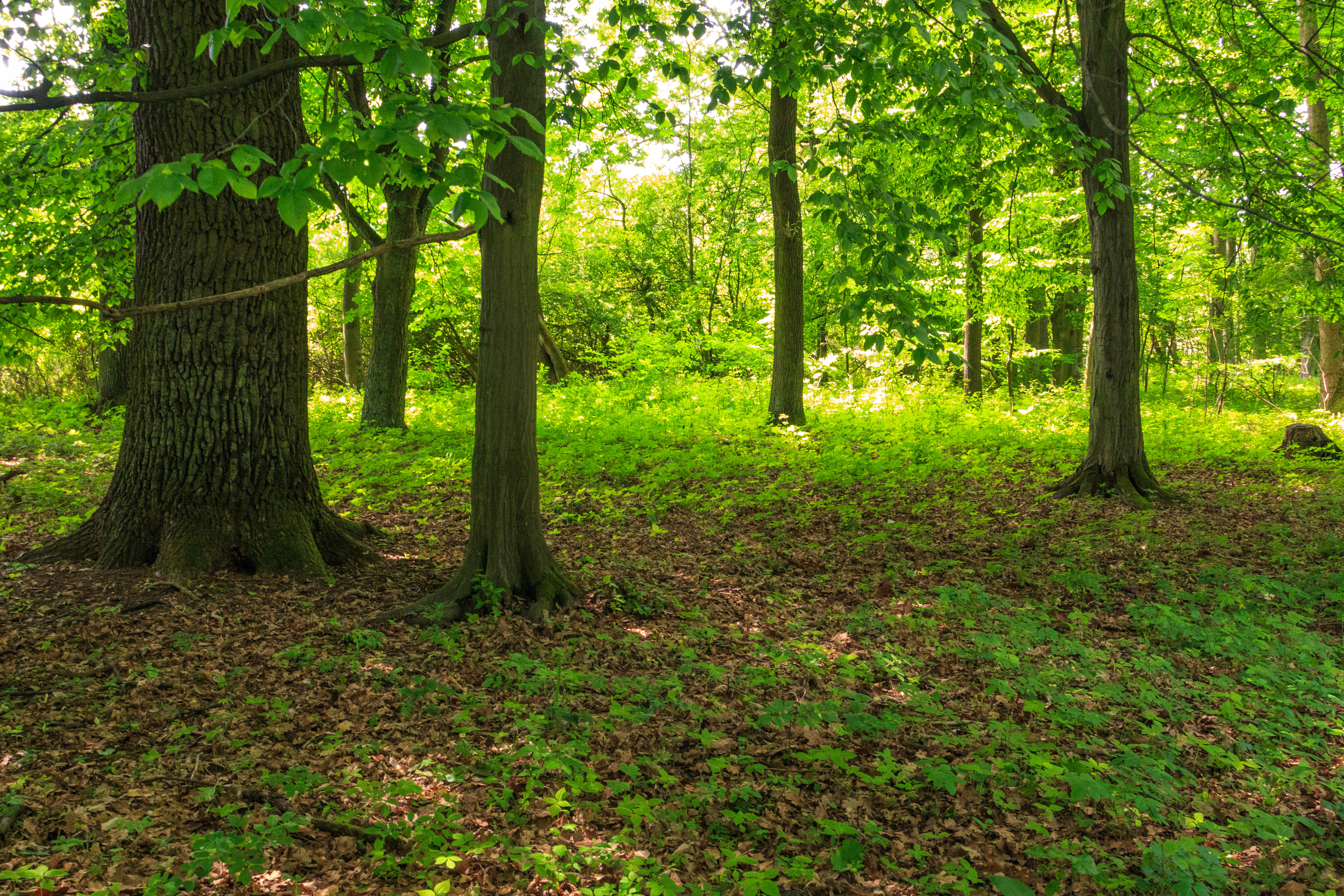
Přírodní rezervace Kovačská bažantnice
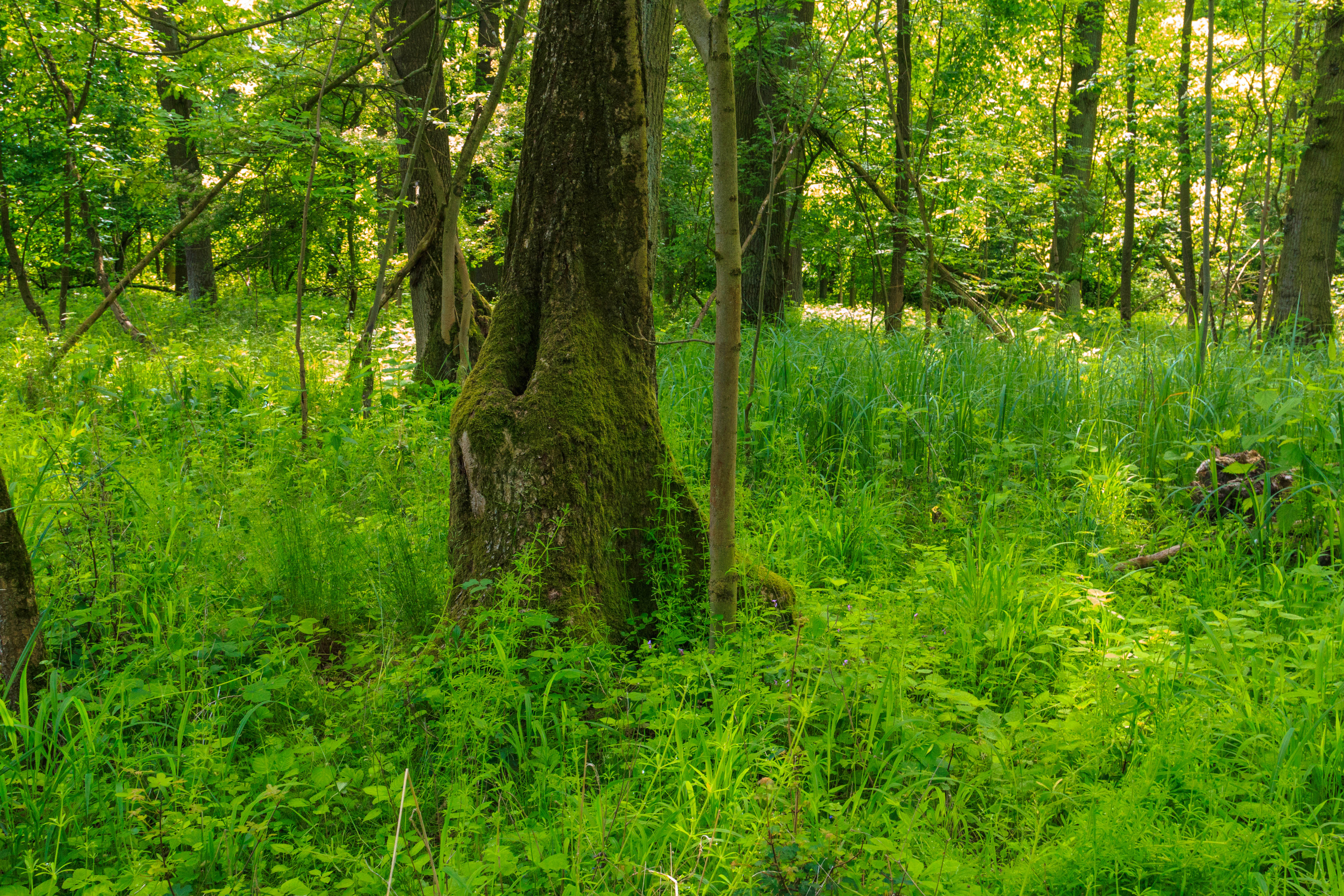
Přírodní rezervace Kovačská bažantnice